# Пержило Володимир Миколайович
Пержило Володимир Миколайович (1938—2018) — український співак, композитор, диригент, етнограф, фольклорист, священик.

## Біографія
Народився  4 лютого 1938 року у м. Олешичі, Любачівського повіту, Ряшківської області (Підкарпатського воєводства, Польща). Батько – Микола, мати – Ганна Радовець, сестра - Стефанія.
Мати володіла добрим співочим голосом і драматичним хистом, брала участь у виставах, які відбувались українською мовою. Завдяки матері, Володимир та його сестра Стефанія з малих літ запам’ятали величезну кількість пісень.
У 1946 р. в результаті Операції «Вісла» родина була депортована до Радянської України і поселилась у селі Малі Ланки Перемишлянського району, Львівської області.
Після закінчення середньої школи та служби в армії, Володимир вступив до Львівського музично-педагогічного училища ім. Філарета Колесси, яке закінчив з відзнакою. Згодом був прийнятий на другий курс Львівської державної консерваторії ім. М. Лисенка, навчався на диригентському і вокальному факультетах у корифеїв української музики: С. Людкевича, А. Кос-Анатольського, Є. Козака, П. Муравського та інших.
Ще студентом одружився, народились донька Соломія та син Михайло.
Працював артистом заслуженої хорової капели «Трембіта», хорової капели «Боян» (під орудою Євгена Вахняка), займав посаду керівника хору та викладача музичних дисциплін у Львівському музично-педагогічному училищі ім. Філарета Колесси.
Був членом правління Львівського обласного суспільно-культурного товариства «Любачівщина».
Організував ансамбль пісні й танцю при Зооветінституті «Підгір’я». Будучи художнім керівником і заступником директора теперішнього Львівського державного палацу естетичного виховання учнівської молоді (Львівський палац мистецтв або палац Петрушевича), керував чоловічим хором «Сурма».
Був першим керівником та диригентом Народного хору «Обрій» Народного дому, села Зимна Вода, Львівської області.
Очолював етнографічну секцію у Львівському обласному музичному товаристві "Лемківщина" (?) (сучасне Всеукраїнське товариство “Лемківщина”). Організував творчий колектив за участі артистів (Ольги Хоми, Юрія Хоми, Ярослави Крилошанської, Ади Разіної та інших) і поетів (Василя Хомика, Івана Гнатюка, Миколи Петренка). У такому складі об’їздили безліч міст і сіл з концертами.
У 1968 році потрапив на гастролі в Волгоградську та Астраханську області. Там зав’язав тісну співпрацю з Науковим товариством ім. Т. Шевченка. З того часу присвятив життя дослідженню та збереженню традицій побуту українського народу та пісенного фольклору.
Здійснив кілька фольклорно-етнографічних експедицій від Лемківщини до Слобожанщини, під час яких записував аудіо та відео своїх зустрічей з представниками української діаспори. Основною метою експедицій було вивчення стану фольклору, мови, побуту в українських селах, а також налагодження творчих і культурних зв'язків з ними.
У Львові за матеріалами однієї з експедицій Володимира Пержила була видана мапа розселення українців за Волгою під назвою «Жовтий клин», що ввійшла в серію «Соборна Україна».
Також Володимир Пержило видав про це книгу «Забута гілка українського народу». А враження від Сум і нариси про композиторів Сумщини вийшли в світ під назвою «Від Лемківщини до Слобожанщини», видавництво ТОВ «Любачівщина».
Помер та похований на Львівщині 17 червня 2018 року.

## Бібліографія

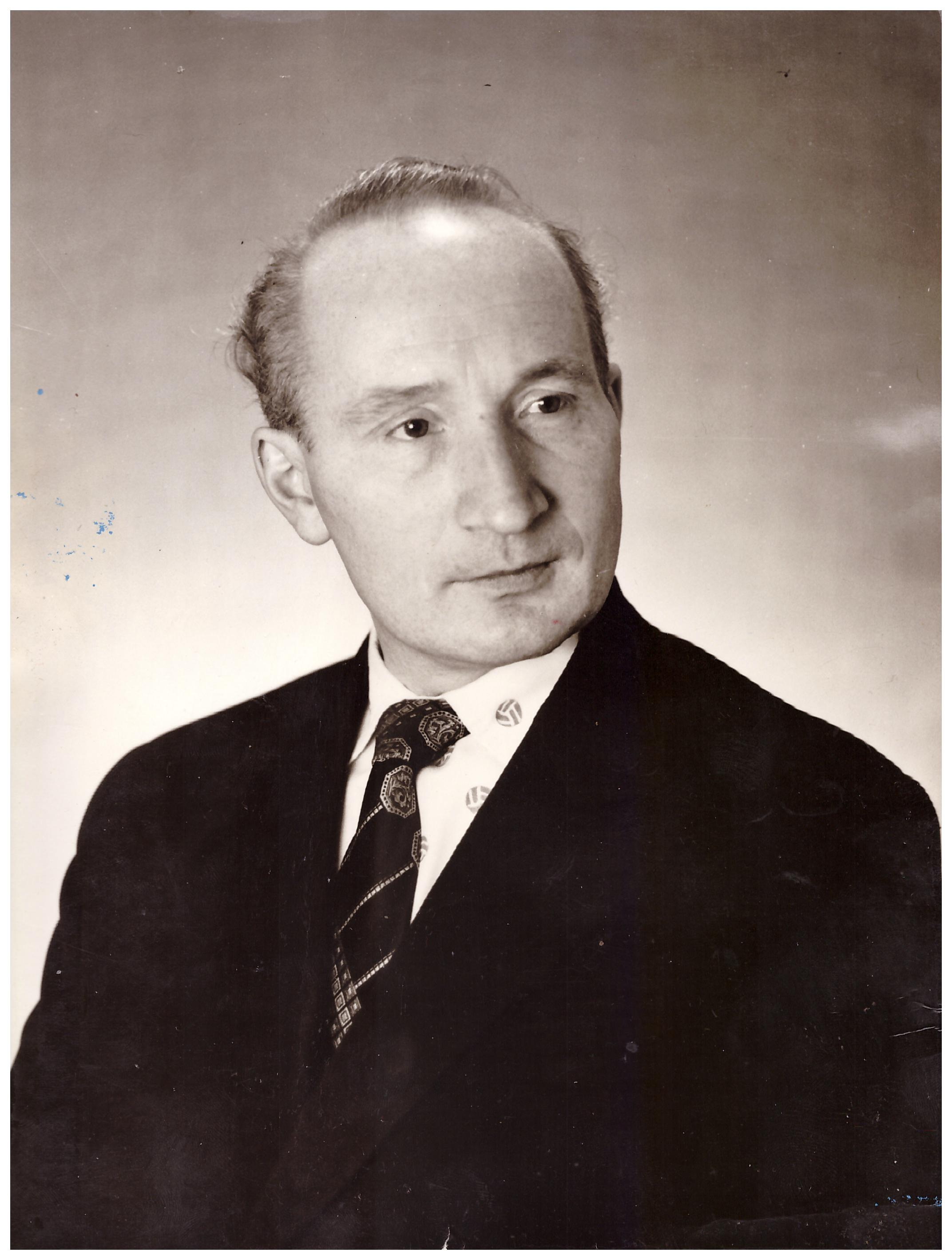
Володимир Пержило
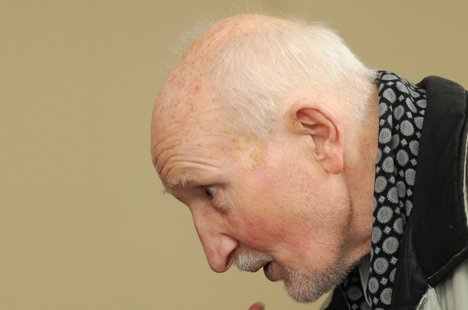
Володимир Перило. 2018 р. Автор фотографії: Олег Демьяненко